# 莫莱-明托改革
莫莱-明托改革（Morley-Minto Reforms, Government of India Act 1909）即“1909年印度政府法案”，因由当时印度事务大臣、自由党政治家约翰·莫莱和时任总督明托伯爵共同起草而得名。这项法案只讓印度人進入立法與行政機構，並沒有满足印度国大党提出的“在英国殖民地建立自治政府”的要求。英國在1919年的蒙太古-切姆斯福德改革和印度政府法案做出更多讓步。